# Pique Dame (1949)
Pique Dame ist eine 1948 entstandene, britische Spielfilm-Schauergeschichte von Thorold Dickinson mit Adolf Wohlbrück (hier als Anton Walbrook) in der Hauptrolle. In den weiblichen Hauptrollen sind Edith Evans und Yvonne Mitchell zu sehen. Der Film basiert auf der 1834 veröffentlichten gleichnamigen Kurzgeschichte von Alexander Puschkin.

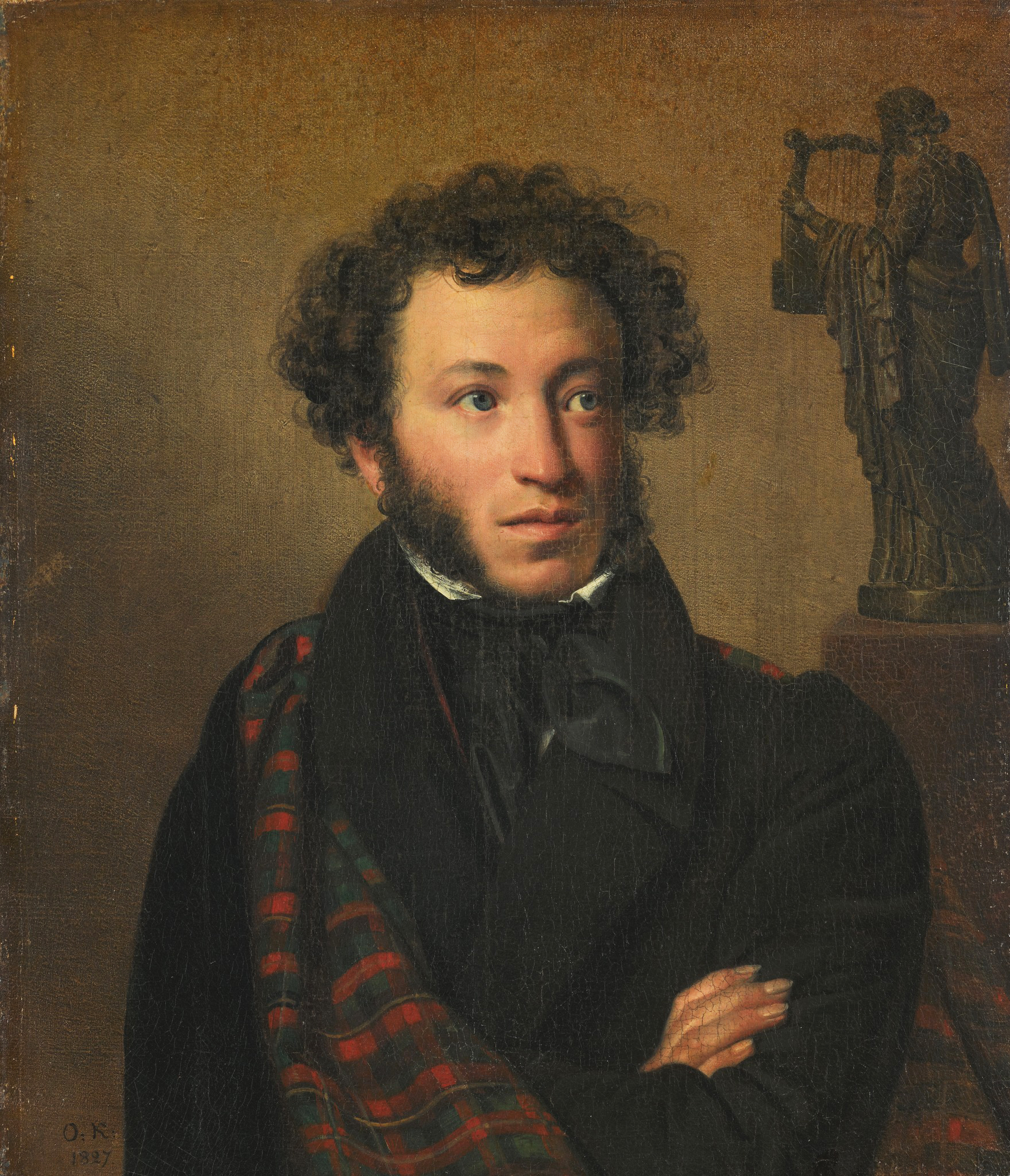
Vorlageautor Alexander Puschkin (Gemälde von Orest Kiprenski) (1827)

## Handlung
Sankt Petersburg, zu Beginn des 19. Jahrhunderts. Ein russischer Offizier einer Ingenieurstruppe ohne adelige Wurzeln, Hauptmann Hermann Suvorin, ist zwar arm, aber auch sehr ehrgeizig. Ihn strebt es in der russischen Gesellschaft nach ganz oben. Ihn wie die meisten anderen Offiziere und Herren von Welt hat in der Zarenhauptstadt das Spielfieber gepackt, allenthalben wird Faro gespielt. Dort gilt die Pik (Pique) Dame als Unglückskarte. Wie unter dem Einfluss von Magie stehend, schaut Suvorin Abend für Abend Faro-Spielern zu, ohne sich jedoch selbst daran zu beteiligen. Er kann es sich schlicht nicht leisten, im Ernstfall viel Geld zu verlieren. Als er eines Tages ein Buchgeschäft betritt, entdeckt Suvorin einen antiquarischen Folianten über den Comte de St. Germain, in dem auch von der skandalträchtigen Geschichte der Gräfin Ranewskaja berichtet wird. Diese habe ihr Vermögen dem Kartenspiel zu verdanken, musste im Gegenzug dafür allerdings ihre Seele verkaufen. Wie gebannt saugt der Hauptmann alle Details auf und versucht fortan, der mittlerweile sehr alten Gräfin auf die Spur zu kommen. Über die gräfliche Zofe Lizaveta, die er mit romantischen Liebesbriefen sich zu Willen zu machen versucht, hofft Hermann Suvorin sich schließlich Zugang zur ebenso greisen wie tyrannischen Gräfin Ranewskaja zu verschaffen. 
Je näher er seinem Ziel zu kommen glaubt, desto skrupelloser werden die Mittel, die Suvorin anwendet. Dabei scheint ihm das Schicksal der braven und aufrichtigen Lizaveta, für die einzig der junge Andrej ehrliche Gefühle hegt, vollkommen egal. Andrej, der ahnt, dass Lizaveta für Hermann lediglich Mittel zum Zweck ist, wobei er den angepeilten Zweck Suvorins noch nicht durchschaut, droht seinem Konkurrenten offen mit handfesten Konsequenzen, sollte der Hauptmann ein böses Spiel mit der unschuldigen jungen Frau treiben. Lizavetas Liebe für Hermann Suvorin wird immer intensiver, und sie gibt ihm schließlich das preis, was er unbedingt wissen will: Wo genau im weitläufigen Anwesen das Zimmer der Gräfin liegt. Dort legt sich Hermann auf die Lauer. Als Gräfin Ranewskaja eines Abends von einem Ball mit Lizaveta heimkehrt, springt Hermann aus seinem Versteck hervor und bedrängt die Greisin, ihm das Geheimnis der Spielkarten zu verraten. Als sie sich weigert, bedroht er die Alte mit einer Pistole. Das ist zu viel für die Gräfin, und sie stirbt. Verstört geht Suvorin zu Lizaveta und erzählt ihr, was passiert ist. Das gräfliche Mündel zeigt sich entsetzt. Um nicht gesehen zu werden, flieht der Offizier über eine geheime Treppe ins Freie. Lizavetas Gefühle für ihn sind wie verflogen. 
Suvorin geht zur Beerdigung der Gräfin. Als er sich über ihren offenen Sarg beugt, öffnen sich ihre Augen, und er erschrickt wie zu Tode. Später erwacht Hermann aus unruhigem Schlaf und hört unheimliche Geräusche. Als er schließlich auch noch die Stimme der Ranewskaja vernimmt, die ihm das Geheimnis der Karten preisgibt – „Drei“, „Sieben“, „Ass“ – und verspricht, ihm ihren Tod zu verzeihen, wenn er Lizaveta heiratet, ist es beinah um ihn geschehen. Der Hauptmann fühlt sich seinem ersehnten Ziel so nah wie nie zuvor. Er hebt all seine Ersparnisse ab und eilt zu Lizaveta, um sie um ihre Hand zu bitten. Doch die junge Frau hat nur noch Verachtung für Suvorin übrig. Am darauf folgenden Abend will Hermann endlich sein Spielerglück auf die Probe stellen, wird aber im Spielerzimmer von Andrej aufgesucht, der ihm, wie einst angedroht, einen Schlag verpasst wegen der Schmerzen, die er Lizaveta zugefügt hatte. Hermann fordert ihn daraufhin zum Faro-Spiel heraus und setzt all seine Ersparnisse ein. Tatsächlich scheinen ihm die Eingebungen der toten Ranewskaja zu einem großen Gewinn zu verhelfen, doch dann verschwindet das Glück jäh: Anstatt des eingeflüsterten Asses ist die dritte Karte die verfluchte Pique Dame, die Unglückskarte schlechthin. Hermann verfällt nun dem Wahnsinn und wird von Andrej aus dem Spielzimmer geführt. Auf dem Weg nach draußen murmelt der Gefallene wie im Delirium „Drei, sieben, …“ Der neue Morgen beginnt durch Glockengeläut. Andrej und Lizaveta gehen auf den Vogelmarkt und befreien als symbolischen Akt die Vögel aus ihren Käfigen.

## Produktionsnotizen
Pique Dame entstand in der zweiten Jahreshälfte 1948 und wurde am 18. März 1949 in London uraufgeführt. Massenstart war am 11. April desselben Jahres. Die deutsche Premiere fand am 23. Dezember 1949 statt. Drei Monate zuvor war der Film auch auf den Internationalen Filmfestspielen von Cannes gelaufen.
Jack Clayton übernahm die Produktionsleitung. Oliver Messel und William Kellner gestalteten die Filmbauten, Ken Adam arbeitete ihnen ungenannt als Zeichner zu. Oliver Messel lieferte auch die umfangreichen Kostüme aus der Zeit. Louis Levy übernahm die musikalische Leitung.

## Kritiken
„Für diesen späten, unzeitgemäßen Nachfolger stummer Schauerlegenden wie Der Student von Prag (1926) schuf der von 1928 bis 1935 in Berlin tätige Prager Kameramann Otto Heller (Das Kabinett des Dr. Larifari, 1930) mit Hilfe verwinkelter Einstellungen eine surreale Atmosphäre, die Adolf Wohlbrück inmitten vieler Schatten, Spiegelbilder und Spinnenweben »dämonische« Auftritte gestattet. Ihren Höhepunkt finden sie in einem quälenden Nachtmahr, in dem Naturgewalten ein Eigenleben entwickeln.“
Das Lexikon des Internationalen Films urteilt: „Anspruchsvolle Verfilmung der Novelle von Puschkin. (…) Atmosphärisch dicht, in suggestive Kälte getaucht, nach zähflüssigem Beginn geschickt dramatisiert und hervorragend gespielt.“
Der Movie & Video Guide fand, der Film sei eine „gut aufbereitete Produktion“ aus.

„Die Kameraarbeit ist abenteuerlich, der Schnitt einfallsreich und die Filmbauten erstaunlich.“

„Es ist ausgezeichnet auf so ein herausragendes Filmhandwerk zu stoßen.“

„Dieser erstaunliche Film ist einer der wenigen wirklichen Klassiker des übernatürlichen Kinos. Und es ist auch ein einzigartig furchteinflößender Film.“

Halliwell‘s Film Guide meinte, der Film komme „enttäuschend langsam“ voran, biete aber eine „atmosphärisch hervorragende Wiederbelebung einer alten russischen Geschichte“ Und: „Die Schauer, wenn sie denn kommen, sind ziemlich angsteinflößend“. Schließlich, so resümierte Halliwell, sei der Stil „impressionistisch und die Schauspielkunst entsprechend extravagant“.